# Polioxietilén(40)-sztearát
A polioxietilén(40)-sztearát (E431) egy szintetikus adalékanyag, melyet sztearinsavból és  etilén-oxidból, szintetikus úton állítanak elő. Az élelmiszerekben E431 néven, egyes pékárukban és pudingokban emulgeálószerként alkalmazzák. 

## Egészségügyi hatások
Napi maximum beviteli mennyisége 25 mg/testsúlykg. Ez nem csak a polioxietilén(40)-sztearátra vonatkozik, hanem együttesen az E430-E436 kódszámú vegyületekre.
Ismert mellékhatása nincs, bár a propilén-glikollal szembeni intoleranciában szenvedő egyének esetén az E430-E436 kódszámú vegyületek fogyasztása nem ajánlott.

## Származása
Általában növényi olajokból származik, de állati eredet nem zárható ki. Az állati zsír semmiféle vizsgálattal sem mutatható ki, a polioxietilén(40)-sztearát származásáról csak a gyártója mondhatja meg, hogy van-e benne állati eredetű összetevő.

## Külső források
- http://www.food-info.net/uk/e/e431.htm